# Lucien Schmikale
Lucien Schmikale (* 15. April 1997) ist ein deutscher Basketballspieler.

## Laufbahn
Schmikale spielte als Jugendlicher erst Fußball, dann Basketball beim SV Brake. Im Altersbereich U14 wechselte er zum Oldenburger TB und gab in der Spielzeit 2013/14 seinen Einstand in der 2. Bundesliga ProB, wo er das Hemd der Spielgemeinschaft Baskets Akademie Weser-Ems/Oldenburger TB trug. Mit der Mannschaft gewann er 2014 und 2015 den Meistertitel in der 2. Bundesliga ProB. In beiden Fällen verzichtete „BAWE/OTB“ auf den Aufstieg in die 2. Bundesliga ProA. Diesen Schritt vollzog Schmikale im Sommer 2017, als er zu den Gladiators Trier in die zweite Liga wechselte. Sein Punktebestwert für Trier waren 4,4 Punkte je Begegnung (Saison 2017/18). In der Saison 2020/21 war er Leistungsträger beim Drittligisten BG Bitterfeld-Sandersdorf-Wolfen 06, erzielte für die Mannschaft in 28 Ligaspielen im Schnitt 15,1 Punkte.
Im Sommer 2021 wechselte er zum Zweitligaaufsteiger Itzehoe Eagles. Dort erhielt er in der Saison 2021/22 in der 2. Bundesliga ProA ebenfalls viel Einsatzzeit und kam auf einen Punkteschnitt von 10,7 je Begegnung, verpasste mit der Mannschaft jedoch den Klassenerhalt. Schmikale blieb in der 2. Bundesliga ProA, indem er sich im Sommer 2022 dem Aufsteiger Dresden Titans anschloss. In Dresden wurde er zum Leistungsträger, in seiner letzten Saison erzielte er für die Sachsen im Durchschnitt 11,3 Punkte je Begegnung und traf 78 Dreipunktewürfe, womit er zusammen mit Matthew Ragsdale die interne Mannschaftsrangliste in dieser Wertung anführte.
2025 kehrte er nach Itzehoe zurück und wurde bei dem Drittligisten Mannschaftskapitän.

### Nationalmannschaft
Schmikale nahm mit den Auswahlmannschaften des Deutschen Basketball-Bundes an der U16-Europameisterschaft 2013 sowie an der U20-EM 2017 teil. 2015 spielte er in der Basketball-Spielart „3-gegen-3“ bei der U18-Weltmeisterschaft in Debrecen für Deutschland. Er wurde im „3-gegen-3“ 2019 in die deutsche U23-Nationalmannschaft berufen.